# Моргуново (Калининградская область)
Моргуново — посёлок в Гурьевском городском округе Калининградской области. Входит в состав Добринского сельского поселения.

## Население
| 2002 | 2010 |
| ---- | ---- |
| 311  | ↗327 |

## История
В 1910 году население Лангендорфа составляло 150 жителей, в 1933 году - 187 жителей, в 1939 году - 159 жителей.
В 1946 году Лангендорф был переименован в поселок Моргуново.